# Epicrionops columbianus
Epicrionops columbianus es una especie de anfibios gimnofiones de la familia Rhinatrematidae.
Es endémica de Colombia.
Su hábitat natural incluye montanos secos tropicales o subtropicales, ríos y corrientes intermitentes de agua dulce.